# Petite GTPase
Les petite GTPases forment un ensemble de protéines au cœur de nombreuses voies de signalisation moléculaire dans les cellules. Une petite GTPase est une hydrolase qui catalyse la réaction :
GTP + H2O  {\displaystyle \rightleftharpoons }  GDP + phosphate.
Selon la nature du nucléotide qui leur est lié à un instant donné (GTP ou GDP) la conformation tridimensionnelle des petites GTPases change. Une protéine G est considérée active lorsqu'elle est liée au GTP en cela que sa conformation lui permet de se lier à des protéines effectrices, de les activer et de déclencher ainsi une cascade de signalisation moléculaire. À l'inverse, la forme couplée au GDP est considérée comme inactive. De cette dualité (-GDP, -GTP) les petites GTPases reçoivent parfois le nom "d'interrupteurs moléculaires".
Ces enzymes font partie des protéines G présentes dans le cytosol et homologues de la sous-unité alpha des protéines G hétérotrimériques. Contrairement à la sous-unité alpha des protéines G, une petite GTPase peut fonctionner comme une hydrolase autonome, sans avoir besoin d'autres éléments. Les membres les plus connus de cette famille d'enzymes sont les GTPases Ras, de sorte que les petites GTPases sont parfois appelées superfamille Ras GTPases.
L'hydrolyse du GTP peut être favorisée par des protéines activatrices de GTPases (en) (GAP) tandis que la substitution de GDP par du GTP peut être favorisée par des facteurs d'échange de nucléotides guanyliques (en) (GEF). L'activation du GEF conduit généralement à l'activation de sa protéine G cible tandis que l'activation du GAP conduit à l'inactivation de cette protéine G. Les inhibiteurs de dissociation du GDP (en) (GDI), quant à eux, maintiennent les petites GTPases à l'état inactif.
Il existe plus d'une centaine de protéines appartenant à la superfamille Ras. Cette superfamille est elle-même subdivisée en neuf familles — Ras, Rho, Rab, Rap, Arf, Ran, Rheb, Rad et Rit — elles-mêmes subdivisées en sous-familles. Chaque sous-famille possède le noyau G, responsable de l'activité GTPase et d'échange de nucléotides. Les structures peptidiques environnantes déterminent la spécificité fonctionnelle de l'enzyme : par exemple, la boucle d'insertion — Insert Loop en anglais — de la sous-famille Rho contribue spécifiquement à la fixation de protéines effectrices (en) telles que IQGAP (en) et WASp.
La famille Ras est généralement responsable de la prolifération cellulaire, Rho de la morphologie cellulaire, Ran du transport nucléaire et Arf du transport vésiculaire.